# قرار مجلس الأمن التابع للأمم المتحدة رقم 386
قرار مجلس الأمن التابع للأمم المتحدة رقم 386، الذي اتخذ بالإجماع في 17 مارس 1976، أشار إلى التصريحات التي أدلى بها رئيس ووزير خارجية جمهورية موزمبيق الشعبية وأعرب أيضاً عن قلقه إزاء الوضع الناشئ عن الأفعال الاستفزازية والعدوانية التي يرتكبها نظام الأقلية غير الشرعية في روديسيا. وأكد المجلس من جديد عمله السابق بشأن روديسيا، بما في ذلك قراراته التي تفرض عقوبات على ذلك البلد، وأشار إلى تقديره لتعاون موزامبيق مع تلك الخطة. ثم أدان القرار الأعمال العدوانية التي قامت بها روديسيا، بما في ذلك التوغلات العسكرية ضد موزامبيق، وأشار إلى الحاجة الاقتصادية العاجلة والخاصة لموزامبيق التي نشأت عن تنفيذها للقرار 253.
وناشد المجلس الدول تقديم مساعدة فورية لموزمبيق، وطلب من وكالات مختلفة تابعة للأمم المتحدة، بما في ذلك برنامج الأمم المتحدة الإنمائي، وبرنامج الأغذية، والبنك الدولي وصندوق النقد الدولي، مساعدة موزمبيق. وأخيراً، طلب القرار من الأمين العام تنظيم الجهود للتغلب على الصعوبات الاقتصادية التي أصابت موزامبيق بسبب تطبيقاتها للعقوبات الاقتصادية ضد روديسيا.